# Hans Lüttich
Hans Joachim Lüttich (ur. 11 stycznia 1884 w Wendelstein, zm. ?) – niemiecki strzelec, olimpijczyk.
Lüttich wystąpił na Letnich Igrzyskach Olimpijskich 1912 w jednej konkurencji. Uplasował się na 25. miejscu w trapie, będąc najsłabszym z siedmiu niemieckich strzelców (nie znalazł się tym samym w sześcioosobowej drużynie, która zdobyła brązowy medal w zawodach drużynowych). 

## Wyniki

### Igrzyska olimpijskie
| Igrzyska       | Konkurencja | Wynik              | Miejsce | Źródło |
| -------------- | ----------- | ------------------ | ------- | ------ |
| Sztokholm 1912 | Trap        | 77 pkt. (16–23–38) | 25      | [ 1 ]  |